# Fossa canina

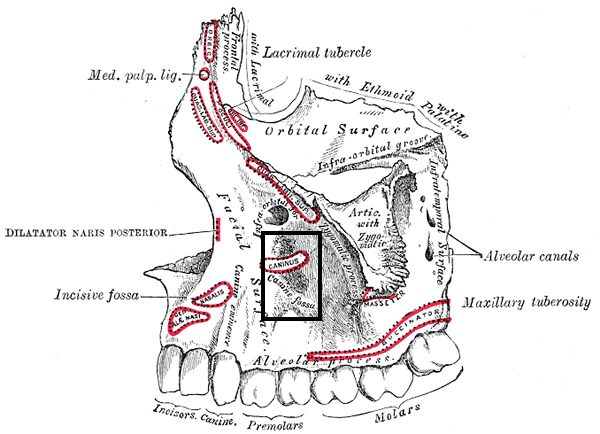
A bal felső állcsont külső felszíne (a fekete téglalap jelöli a mélyedést, a piros jel az izom eredési helye)

A fossa incisiva külső részénél van egy másik mélyedés, a fossa canina. Ez mélyebb és nagyobb, mint a fossa incisiva és el van választva egymástól egy függőleges kiemelkedéssel. Ez a kiemelkedés az eminentia canina. A fossa caninából ered a szájzugot felfelé húzó izom (musculus levator anguli oris).